# راشيل كون
راشيل كون (بالإنجليزية: Rachel Cohn)‏ (14 ديسمبر 1968)؛ كاتِبة مُتخصِّصة في أدب الأطفال وروائية أمريكية.